# Roztavení
Roztavení (v anglickém originále Meltdown) je šestý díl čtvrté série (a celkově dvacátý čtvrtý v rámci seriálu) britského kultovního sci-fi seriálu / sitcomu Červený trpaslík.
Scénář napsali Rob Grant a Doug Naylor, režie Ed Bye.

## Námět
Kryton objeví v laboratoři Červeného trpaslíka transportér hmoty (zvaný mogul), jenž dokáže přenést osoby na planety se známkami života do vzdálenosti 500 000 světelných let. Na planetě vzdálené 200 000 světelných let přerušili voskoví androidi (tzv. „parafíni“) svůj naprogramovaný cyklus a vedou navzájem válku. Arnold Rimmer vycítí šanci dokázat mylnost názorů ohledně omezenosti své osoby a postaví se do čela skupiny parafínů. Hodlá z nich vytrénovat řádné vojáky. Jeho plán má tragické následky.

## Děj epizody
David Lister a Kocour sedí u stolu, zatímco Rimmer vypráví nudnou historku o tom, jak porazil svého učitele v kostkách v sedmnácti letech. Lister se mu snaží vysvětlit, jak je omezený a nudný, ale Rimmer se nechytá a dál si vede svůj monolog. Lister z něj šílí, Kocour je znechucen.
Najednou se v místnosti zhmotní Kryton se zvláštním přístrojem v ruce. Vysvětlí, že se jedná o mogul – transportér hmoty, který nalezl v laboratoři na palubě Z a opravil jej. Tento přístroj dokáže přenést několik osob současně na planety se známkami života v okruhu 500 000 světelných let. Navrhuje navštívit zajímavou planetu ve vzdálenosti 200 000 světelných let.
Jako první letí Kryton s Rimmerem a jakmile se objeví na planetě, pošlou mogul Listerovi a Kocourovi. Jsou však nuceni prchat před dinosaury ala Godzilla a poté zajati Elvisem Presleym a ozbrojeným papežem a dovedeni do sídla skupiny parafínů. Zde Kryton pochopí, že celá planeta je bývalý zábavní park, v němž androidi vystupující jako voskové figuríny známých historických osob přerušili svůj program a od té doby vedou mezi sebou válku. Na straně dobra je např. Albert Einstein, Pythagoras, Stan Laurel a další, proti nim bojují např. Caligula, Adolf Hitler, Rasputin, Messalina, bostonský škrtič a tucty dalších. Mnozí na straně dobra již padli – John Wayne, Johanka z Arku, sir Lancelot atd. Stan Laurel si postěžuje, že necelé dvacítce zbylých „dobrých“ parafínů chybí vůdce. To je voda na mlýn Arnolda Rimmera. Jmenuje se do jejich čela a slíbí, že z nich vycvičí nebojácné vojáky.
Lister s Kocourem použijí navrátivší se mogul, jenž je přenese na jiné místo téže planety. Zhmotní se v generálním štábu Třetí říše, kde se koná porada mezi Adolfem Hitlerem, Josefem Goebbelsem a Hermannem Göringem. Přestože se jim daří chvíli unikat, jsou po chvíli dopadeni v krbu velkého sálu. Přístroj je jim odebrán a oba jsou uvězněni. Ve vězení k nim přibude Abraham Lincoln, od nějž se dozví o poměrech na planetě. Podaří se jim zmást vyslané parafíny – Caligulu a Rasputina a prchnout z vězení.
Rimmer ve vojenské uniformě nechá seřadit zbývající parafíny a jde si je s Krytonem (jehož ustanovil svým pobočníkem) obhlédnout. Z toho, co vidí, není vůbec nadšen. V řadě zde postává skupinka liberálů a pacifistů.
„Jste ten nejhorší spolek slavných historických parafínů, na kterých musel žel bohu spočinout můj zrak! Jste banda ztroskotanců a jestli máme válku vyhrát, tak z vás někdo musí udělat řádné vojáky! A ten někdo jsem já!“
Následuje tvrdý dril, během něhož se několik parafínů roztaví v důsledku vyčerpání. Rimmer ignoruje Krytonovy argumenty, že je vede příliš tvrdě a předestírá svůj plán. Útok pod rouškou denního světla přes minové pole. Kryton je zděšen. Do místnosti jsou Elvisem přivedeni Kocour s Listerem. Oba se také podivují nad válečnými choutkami Rimmera a Lister mu v tom hodlá zabránit. Rimmer však pověří Elvise Presleyho, aby je svázal.
Následující útok vedený přes minové pole za denního světla nepřežije mnoho parafínů, kteří jsou koseni nepřátelskou palbou a trháni nášlapnými minami. Královně Viktorii se podaří díky naplánovanému klamnému manévru proniknout na velitelství Třetí říše, kde postřílí kulometem přítomné parafíny. Sama dostane zásah od Adolfa Hitlera a umírá. Kryton dostane příkaz vypnout termostat v kotelně, což má za následek roztavení zbývajících parafínů.
Rimmer se vrací s Krytonem za Listerem s Kocourem a chlubí se vítězstvím. Kryton je rozváže. Na Listerův dotaz, kolik parafínů přežilo, Rimmer omílá fráze o nezbytných obětech než přizná, že ani jediný. Obhajuje se, že planetu zbavil hrozby, která ji sužovala. Dave nesouhlasí:
„Omyl, ty jseš tady furt!“
Jelikož má posádka Červeného trpaslíka zpátky transportér hmoty, chystá se k odchodu. Rimmer má chuť projít se po bojišti, aby se mohl dmout pýchou a kochat se nad vlastním geniálním plánem, což Lister nesnese. Požádá Holly o Rimmerovo holosrdce a následně jej spolkne. Rimmera čeká pouť Listerovým trávicím traktem.

## Produkce a kulturní odkazy
- „Roztavení“ je první epizodou, kde se většina děje odehrává na planetě. Úmyslně nepřesvědčivá monstra z prehistorické sekce voskového světa byla převzata z japonského sci-fi filmu z roku 1967 s názvem Gappa (jiným názvem též Daikyoju Gappa).
- Zápletka o voskových androidech – parafínech je vystavěna na příběhu filmu z roku 1973 Westworld.[3]
- Dave Lister odkazuje na film Tucet špinavců (anglicky The Dirty Dozen) z roku 1967, když vidí Rimmerovy metody při výcviku parafínů.[3]
- Rimmerovy výcvikové metody jsou parodií na tvrdou armádní disciplínu ve filmu Důstojník a džentlmen (anglicky An Officer and a Gentleman) z roku 1982.[3]
- Poprvé byla epizoda vysílána na BBC2 21. března 1991 ve 21 hod. Nebyla původně zamýšlena jako poslední díl čtvrté série, ale kvůli válce v Perském zálivu stanice BBC rozhodla díl odložit (obsahuje válečnou tematiku). Když se konflikt v Zálivu zklidnil, epizodu bylo možno odvysílat na konci série.[4]
- V komentářích DVD Red Dwarf IV hovoří herci o neoblíbenosti epizody mezi fanoušky, přičemž spekulují, zda to není způsobeno prostředím, které není dost sci-fi. Hercům se díl zamlouval i díky mnoha odkazům na klasické scény.

## Herecké obsazení
V dílu „Roztavení“ vystupuje mimo stálé herce i mnoho epizodních, kteří reprezentují známé historické postavy a další osobnosti:
Parafíni na straně dobra:
| Herec                    | Role                      |
| ------------------------ | ------------------------- |
| Clayton Mark             | Elvis Presley             |
| Martin Friend            | Albert Einstein           |
| Stephen Tiller           | Pythagoras                |
| Jack Klaff               | Abraham Lincoln           |
| Forbes Masson            | Stan Laurel               |
| Michael Burrell          | Papež Řehoř I. Veliký     |
| Roger Blake              | Noël Coward               |
| Pauline Bailey           | Marilyn Monroe            |
| Charles Reynolds         | Mahátma Gándhí            |
| Ray Chaney               | František z Assisi        |
| Alice De Mallet De Donas | britská královna Viktorie |
| Jeremy De Satge          | Jean-Paul Sartre          |
| Loraine Farraro          | Matka Tereza              |
| Leonard Ten-Pow          | Dalajláma                 |

Parafíni na straně zla:
| Herec           | Role                        |
| --------------- | --------------------------- |
| Kenneth Hadley  | Adolf Hitler                |
| Tony Hawks      | Caligula                    |
| Raymond Martin  | Joseph Goebbels             |
| Robert Smythe   | Hermann Göring              |
| Stephen Micalef | Grigorij Jefimovič Rasputin |